# Partido Comunista de los Estados Unidos
El Partido Comunista de los Estados Unidos de América (en inglés, Communist Party of the United States of America, Communist Party USA  o CPUSA) es un partido político estadounidense.
Durante un largo período (1959-2000) estuvo dirigido por Gus Hall. La militante más conocida del CPUSA es Angela Davis, aunque actualmente se encuentra desvinculada del Partido. Actualmente el partido está copresidido por Rossana Cambron y Joe Sims.

## Historia

### Fundación e inicios (1919-1921)
En enero de 1919 Lenin invitó al ala izquierda del Partido Socialista de América (SPA) a unirse a la Internacional Comunista recién creada en Moscú. En la primavera de ese mismo año esta ala izquierda del SPA, en crecimiento por el gran número de nuevos miembros originarios de países afectados por la Revolución rusa de 1917, decidió tomar el control de todo el Partido desplazando al bloque directivo, más pequeño y de orientación socialdemócrata. 
La consulta realizada entre los militantes para la adhesión al Komintern se saldó con un 90% a favor de dicha unión, pero la dirección ocultó los resultados. Las elecciones internas en el Comité Ejecutivo Nacional del SPA acabaron con la elección de 12 miembros de la izquierda radical sobre 15 cargos vacantes y hubo llamados para expulsar del SPA a los socialdemócratas. Los socialdemócratas expulsaron a casi dos tercios de la organización y convocaron una Asamblea General Extraordinaria en Chicago el 30 de agosto de 1919. El ala izquierdista, dividida entre quienes deseaban luchar por el control del Partido Socialista y los que deseaban fundar uno nuevo, se decantó, con el apoyo de Charles Ruthenberg y Louis Fraina, por esta última opción y formaron el Partido Comunista de América el 2 de septiembre de 1919 en una asamblea aparte en Chicago.
Los líderes izquierdistas John Reed y Benjamin Gitlow seguían con sus planes de tomar el control del SPA en la Asamblea General y deseaban que los miembros de las delegaciones expulsadas se presentaran previamente y exigieran su derecho a participar. Pero los dirigentes del SPA, al conocer estas intenciones, apelaron a la Policía para que desalojara a los delegados expulsados del edificio. Los izquierdistas así expulsados se marcharon de la Asamblea General y formaron el 1 de septiembre de 1919 el Partido Comunista de los Trabajadores de América. Esta situación fue vista con desagrado por la Internacional Comunista y por el propio Lenin, que requirió fusionarse a ambos partidos, lo cual se ejecutó oficialmente en una Asamblea General celebrada en Woodstock (Nueva York) en mayo de 1921. Sólo un 10% de los miembros del recién creado Partido hablaban inglés como lengua nativa (lo cual muestra que la mayoría de afiliados eran inmigrantes europeos) y en gran medida habían sido integrantes del sindicato Industrial Workers of the World (IWW).

### El "Pánico Rojo" y la clandestinidad (1919-1923)
Desde sus orígenes, el CPUSA sufrió los ataques de los gobiernos de los diferentes Estados y del propio Gobierno federal estadounidense. Luego, tras su creación, se añadió el FBI a la persecución. La Revolución de Octubre y los acontecimientos relacionados con dicha revolución en Alemania y Hungría despertaban temores en los Estados Unidos sobre una repetición de las revueltas europeas en su suelo, y estos miedos desembocaron en la represión —el llamado "pánico rojo"— que se desarrolló entre finales de 1919 y enero de 1920, cuando Mitchell Palmer, a la sazón fiscal general de los EE. UU., ordenó la detención de miles de comunistas justificándolo con el acta de sedición (Sedition Act of 1918) de 1918. 
Al formarse en 1919 el CPUSA, el Gobierno federal de los EE. UU. reprimía hacía tiempo a los socialistas y anarquistas, debido a que éstos se habían opuesto a la intervención estadounidense en la Primera Guerra Mundial y hacían también campaña contra el servicio militar. Esta persecución prosiguió hasta enero de 1920, cuando el nuevo blanco de la persecución fueron los comunistas. 
Muchos comunistas estadounidenses fueron liberados pronto al no haber pruebas tangibles de que preparasen una revuelta armada, pero muchos de los militantes nacidos en el extranjero (que formaban gran parte del grupo de los dirigentes) fueron deportados para siempre del país. El CPUSA se vio abocado a la clandestinidad y cambió varias veces de nombre para evitar las detenciones. Tras absorber al "Consejo de los Trabajadores" (otro grupo escindido del Partido Socialista de América) fue saliendo a la luz: el Partido legal y el clandestino se fusionaron en una nueva organización, que se denominó oficialmente Partido de los Trabajadores Comunistas. En 1930 absorbe también una organización de socialistas afroamericanos llamada Confraternidad de Sangre Africana, de la que algunos militantes resultaron vitales para propagar la causa comunista en los medios afroamericanos, tan reprimidos por las leyes racistas que entonces perduraban.

### El CPUSA legalizado, primeras luchas entre facciones (1923-1929)
El CPUSA desarrolló varios grupos más o menos estables en el seno de su jerarquía. En primer lugar estaba la facción agrupada alrededor del miembro de la dirección federal Charles Ruthenberg, organizado por su lugarteniente Jay Lovestone. Frente a estos se situaban el grupo dirigido por el especialista en relaciones con el Sindicato de Comercio, William Z. Foster, y James P. Cannon, líder de la Unión Sindical de Comercio. La base de la primera facción estaba compuesta por federaciones donde predominaban los inmigrantes, mientras la segunda tenía más fuerza entre los trabajadores de origen estadounidense más arraigado.
En 1925 el representante del Komintern para el CPUSA, el soviético Serguéi Gúsev, ordenó a la facción mayoritaria conducida por Foster aliarse con la de Ruthenberg, a lo que el primero obedeció. Ruthenberg murió en 1927 y Jay Lovestone le sucedió en el cargo de Secretario General del CPUSA. Los estatutos del Partido definían a este como "sección de la Internacional Comunista" (como la mayoría de partidos comunistas del mundo en aquellos tiempos) y con ello ahogaron las luchas internas por voluntad de la Unión Soviética.
El CPUSA cambió de dirección y su líder pasó a ser Earl Browder, perteneciente al antiguo grupo de William Z. Foster. Al inicio del mandato de Browder se produjo lo que se llamó por parte del Komintern al período posterior a 1928 como Tercer Período (Third Period) de la nueva lucha revolucionaria, en la que otros grupos izquierdistas recibieron la etiqueta de "social-fascistas" (en:Social fascism), lo que descartaba cualquier tipo de alianza con ellas. El CPUSA obedeció tales directivas y rehusó alianzas con otros partidos, procediendo a atacar a éstos así como sindicatos no comunistas (como la AFL-CIO).
Durante este Tercer Período se produce la Gran Depresión de 1929, lo que obliga al CPUSA a buscar nuevas alianzas pese a no tener respaldo de Moscú. Esta conducta causó que se multiplicaran los pactos del CPUSA con pequeños grupos sindicales. La elección como presidente de Franklin D. Roosevelt supuso también una renovación de los sindicatos. En esa época, el CPUSA contaba con 12 000 miembros inscritos y en las elecciones presidenciales el candidato comunista William Z. Foster consiguió 102 000 votos. En esta época, el CPUSA gana suficiente fuerza en militantes y simpatizantes como para influir ampliamente en los sindicatos más fuertes del país.
Durante este período, el CPUSA se distingue en su defensa de la Segunda República Española, víctima del levantamiento franquista que desembocó en la guerra civil española (1936-1939). Izquierdistas de todo el mundo se unieron para defender a la República, aportando fondos para la asistencia médica y en muchos casos enrolándose como voluntarios en la Brigadas Internacionales. El CPUSA, siguiendo directivas de la Komintern, proporcionó los primeros integrantes de la Brigada Abraham Lincoln, que además de apoyar al gobierno republicano de España fue la primera fuerza militar compuesta por estadounidenses donde se integraron afroamericanos y blancos en las mismas filas, con los mismos derechos y obligaciones.
Durante la Gran Depresión, muchos estadounidenses se desilusionaron con el capitalismo. Otros fueron atraídos por el activismo visible de los comunistas sobre numerosas causas sociales y económicas, incluyendo los derechos de los afroamericanos, de los trabajadores y de los desempleados. Otros, alarmados por el ascenso de los franquistas en España y de los nazis en Alemania, admiraron la temprana y firme oposición de la Unión Soviética al fascismo. El número de miembros del CPUSA aumentó de 7.500 a comienzos de la década a 55.000 para su fin.

### La persecución gubernamental
En la década de 1930, el FBI empezó a perseguir a comunistas bajo sospechas que, según sus fuentes, pretendían lanzar una revuelta armada para derrocar al Gobierno federal. La Smith Act y la Alien Registration Act, leyes que tornaban ilegal la opinión a favor de derrocar violentamente al Gobierno, entraron en vigor en 1940.
Entre 1940 y 1946 el agente Herbert Philbrick se infiltró por encargo del FBI en el CPUSA. Este hecho (y otros muchos ataques a la seguridad e intimidad de los ciudadanos) se conoció a lo largo del proceso contra la dirección del CPUSA en 1949 por haber violado la Smith Act. La entrada de Estados Unidos en la Segunda Guerra Mundial desde diciembre de 1941 forzó una alianza con la Unión Soviética y con ello se permitió el enrolamiento de militantes comunistas en las Fuerzas Armadas estadounidenses. Inclusive veteranos de la Brigada Lincoln fueron autorizados a ello y agentes gubernamentales propusieron utilizar estos veteranos para tareas de infiltración en Europa, pero la Komintern requirió que los comunistas estadounidenses evitaran esto por temor a que el FBI se infiltrase en sus filas. Al contrario, la guerra permitió a militantes del CPUSA infiltrarse en nuevos sectores de la economía y la política de EE. UU., aunque casi siempre a un nivel de poca relevancia.
Al terminar la guerra en 1945 e iniciarse la Guerra Fría contra la URSS, terminó la "tregua" del Gobierno estadounidense hacia el CPUSA y se despertó una psicosis anticomunista debido al descubrimiento de supuestas "redes de espionaje" soviéticas. Empezó a denunciarse un creciente poder de los comunistas en el sindicalismo del sector industrial. Tales temores fueron destacados de forma especial por parte del senador republicano Joseph McCarthy. Este período se conoce como el de la "caza de brujas" o el maccarthismo.
En 1948, Eugene Dennis, William Z. Foster y otros dirigentes del CPUSA fueron detenidos, acusados de propugnar el derrocamiento violento del Gobierno. El caso se inició en marzo de 1948. Resultaba muy difícil para la acusación probar que los 12 encausados hubiesen violado la Alien Registrattion Act, dado que ninguno de ellos había preconizado nunca abiertamente la violencia ni se había implicado en el acaparamiento de armas con fines revolucionarios. La acusación se basó en citas de obras de Karl Marx y otros revolucionarios anteriores. 
A pesar de que el CPUSA se rebeló ante la persecución que sufrían sus miembros en 1948, su postura había sido mucho más tibia cuando a los trotskistas del Partido Socialista de los Trabajadores (SWP) se les había empezado a perseguir aludiendo la Smith Act en 1941.
Una de las estrategias de la acusación a lo largo de este proceso fue preguntar a los acusados acerca de otros miembros del Partido. Al negarse a proporcionar informaciones acerca de sus correligionarios, fueron encarcelados acusados de desacato al tribunal. El proceso duró once meses y al final el juez federal Harold Medina, del que se dice que era incapaz de ocultar su animadversión hacia los acusados, encarceló incluso a los abogados defensores también por desacato al tribunal.
Tras 9 meses de proceso, los dirigentes del CPUSA fueron declarados culpables de violación de la Alien Registration Act y condenados a 5 años de cárcel y 10 000 dólares (una cifra astronómica para la época) de multa. Apelaron ante la Corte Suprema de los Estados Unidos, pero el 4 de junio de 1951, los jueces por 6 votos frente a 2 resolvieron la legalidad de la condena.
A esta decisión le siguió la detención de otros 46 comunistas en el verano de 1951. Entre ellos se encontraba Elizabeth Gurley Flynn, que también fue acusada de desacato al tribunal tras decir al juez que no identificaría a nadie como comunista, ya que no deseaba perder su dignidad convirtiéndose en una delatora. También fue condenada por violar la Alien Registration Act y sentenciada a 2 años de cárcel.
Pese a esta época descrita como "caza de brujas", el Proyecto Venona (desclasificado en 1995) daba cuenta de la existencia de varios casos, aislados pero auténticos, de espionaje prosoviético en suelo estadounidense donde habían participado militantes o simpatizantes del CPUSA (Ethel y Julius Rosenberg, Alger Hiss) sea proporcionando información secreta o auxiliando a agentes soviéticos.

### La crisis de 1956

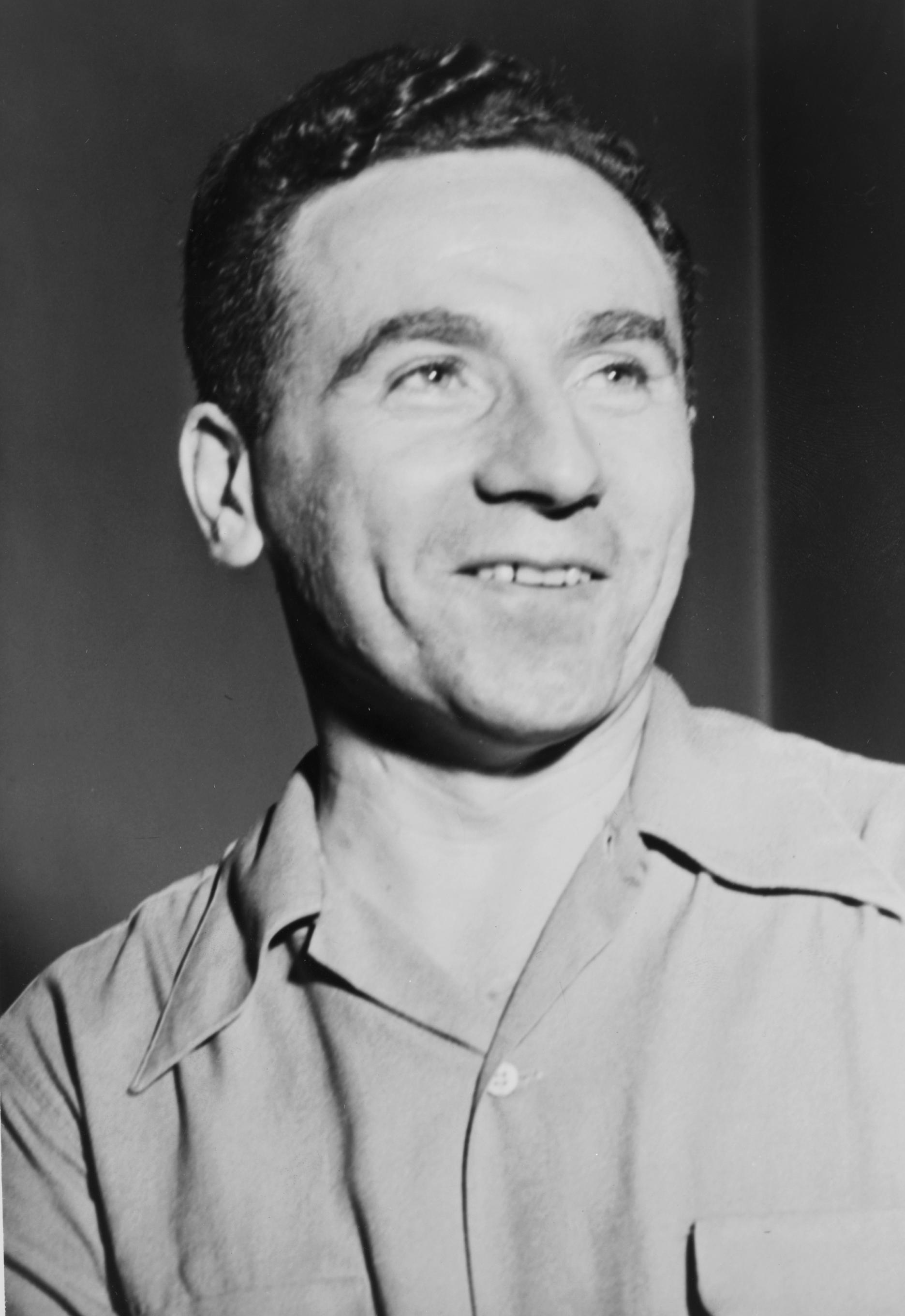
El disidente comunista John Gates.

La intervención soviética en Hungría de 1956 y el informe secreto de Nikita Jruschov al Partido Comunista de la Unión Soviética (PCUS) en el que criticaba sin reparos las políticas de Stalin tuvieron efectos graves en el CPUSA. El número de afiliados bajó mucho, también decreció la influencia obtenida en los sindicatos desde 1945, y la máxima dirección se vio obligada a enfrentarse al desafío de un pequeño grupo de militantes disidentes, liderado por John Gates, redactor jefe del Daily Worker que pretendía cambiar los principios del CPUSA manteniendo a la vez los ideales del marxismo, renunciando al estalinismo y criticando abiertamente las acciones de la URSS en Hungría. Esto valió a Gates ser expulsado del CPUSA poco después.
Tal vez el peor contratiempo sufrido por el CPUSA fue precisamente el cierre del "Daily Worker", que se publicaba desde 1924, y que hubo que cerrar en 1958 por la aguda reducción en su difusión. La mayoría de los militantes críticos dejó el Partido, aunque muchos de ellos siguieron trabajando en causas marxistas, con frecuencia junto a militantes aún leales al CPUSA. De entre estos grupos surgió la masa lectora de publicaciones como el National Guardian y la Monthly Review, que tendrían gran importancia en el desarrollo de la Nueva izquierda (New Left) en la década de 1960, manteniendo la ideología del comunismo como base política pero rechazando la adhesión firme y absoluta hacia la Unión Soviética que el CPUSA insistía en preservar.
Los enfrentamientos posteriores a 1956 en el seno del CPUSA llevaron a la dirección a un nuevo grupo de militantes agrupados en torno al antiguo sindicalista obrero metalúrgico Gus Hall. Mientras los sectores críticos que propugnaban la liberalización del CPUSA eran excluidos, en 1961 otros sectores se mostraron favorables a regresar a la estrategia estalinista, yendo en un sentido totalmente contrario al de los otros partidos comunistas en países occidentales (como el Partido Comunista Italiano, el Partido Comunista Francés o el Partido Comunista de España en Europa) que abjuraban de Stalin y se acercaban a la socialdemocracia en muchos puntos de su programa.
Una de las razones por las que el CPUSA se mantuvo siempre dentro de la ortodoxia marxista-leninista es la fuerte dependencia financiera que sus líderes tenían con el PCUS. En efecto, si bien el CPUSA ha sido un Partido muy acosado por el Gobierno estadounidense en décadas, también es cierto que el CPUSA nunca contó con el grado de influencia popular o arraigo de masas que poseyeron partidos similares en Europa Occidental, lo cual le debilitó notablemente desde 1945 y le impidió confiar en sus propios recursos para acciones políticas relevantes. Así, desde los conflictos por la "desestalinización" en 1959, hasta que Gus Hall atacó las iniciativas renovadoras de la Perestroika en la URSS de Mijaíl Gorbachov en 1989, el CPUSA recibió gran cantidad de financiación por parte del gobierno de la URSS, más que cualquier otro partido comunista en el planeta. De los 75.000 dólares anuales de 1959 se llegó hasta los 3 millones de dólares anuales en 1987; en total, entre 1971 y el 1989 habría recibido unos 42 millones de dólares de la Unión Soviética.

### Final delsigloXXe inicio delXXI

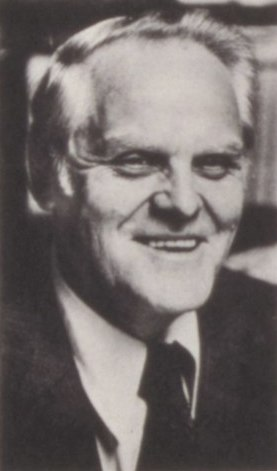
Gus Hall fue presidente del CPUSA desde 1959 hasta su muerte en el año 2000.

En la década de 1970 el número de militantes del CPUSA se acercó a los 25.000. A pesar de que sufrieron la deserción de antirrevisionistas y maoístas, el CPUSA ganó adeptos por el descontento popular con los gobiernos de Richard Nixon y por la oposición a la Guerra de Vietnam, así como el apoyo implícito del CPUSA al movimiento por los derechos civiles (pese a acusarlo de "blando e inconsistente"). Incluso ante las perspectivas más optimistas, este número de 25.000 miembros seguía siendo pequeño en un país de 200 millones de habitantes. 
En 1984, tras comprobar la fuerte popularidad de la política anticomunista de Ronald Reagan durante su primer periodo, y el serio descenso de militantes, Gus Hall decidió dejar de participar en las campañas electorales para la presidencia de los Estados Unidos. Desde ese momento, el CPUSA pide a sus militantes apoyar al Partido Demócrata en todos los comicios a escala nacional, aunque el pequeño tamaño del CPUSA tornaba irrelevante dicho apoyo. Sin embargo, sí se mantuvo la postulación de candidatos comunistas en las elecciones locales.
A lo largo de toda su historia el CPUSA ha padecido la presión del Gobierno federal y en especial del FBI. Estuvo frecuentemente infiltrado por agentes federales y por ello, tras el final del macarthismo, la inscripción y las actividades del CPUSA se mantuvieron en secreto, con solo algunos pocos miembros oficialmente activos, pues los líderes relacionados con el CPUSA en todos los Estados Unidos eran en realidad muchos más de los que se daban a conocer públicamente.

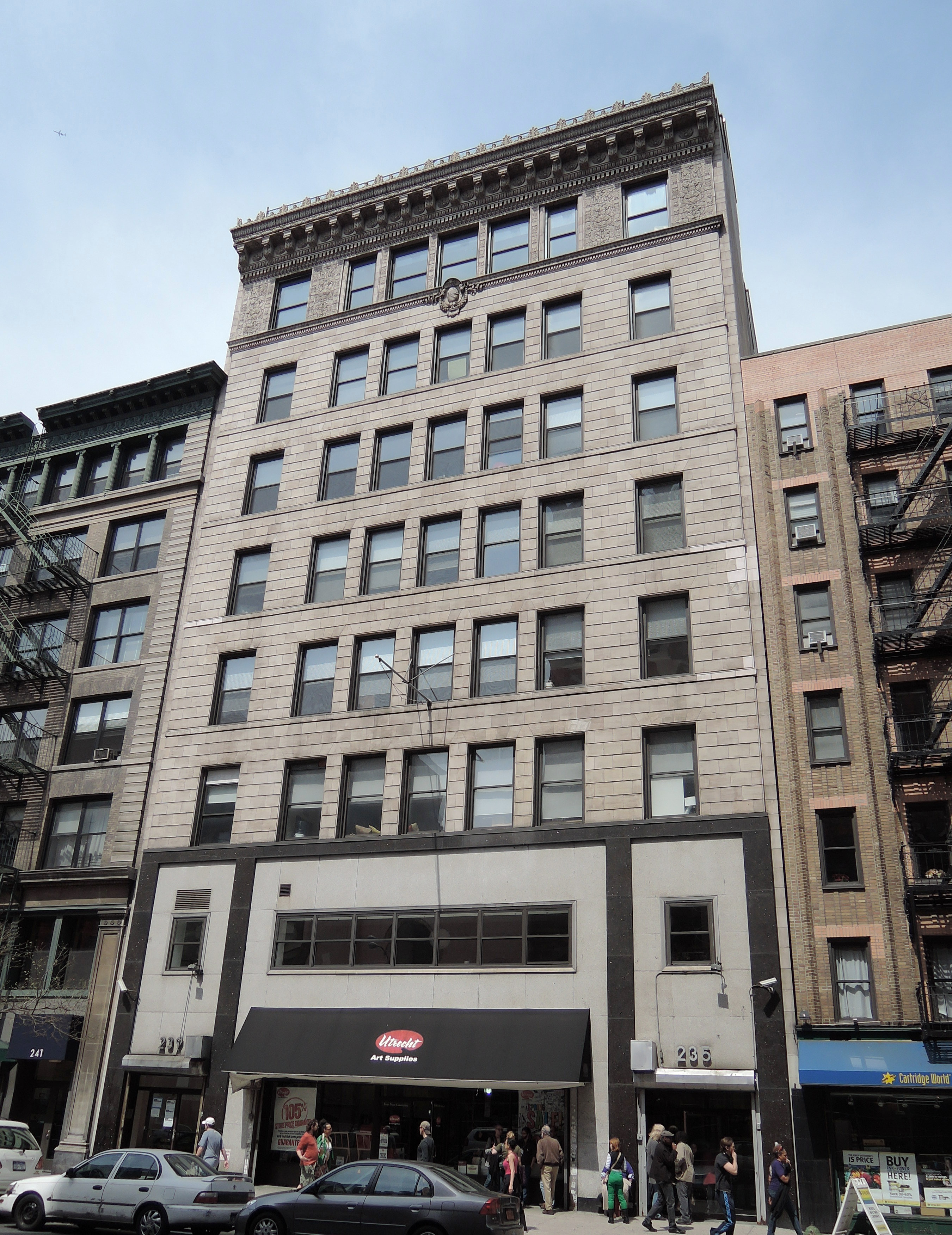
Actual sede federal del CPUSA, situada en el distrito de Manhattan, en Nueva York.

La dependencia económica del CPUSA con respecto al PCUS impidió que progresaran en él tendencias revisionistas como las que se desarrollaron en los partidos comunistas de Europa Occidental, en donde se desarrolló el llamado eurocomunismo. El fin de esta financiación soviética en 1989 (como respuesta a la negativa del CPUSA a apoyar la Perestroika y el Glásnost) provocó una dura crisis de fondos que obligó al CPUSA a transformar en 1990 su órgano de prensa diario (el People's Daily World) en el semanario People's Weekly World para poder amortizar las graves pérdidas económicas. A pesar de ello, el CPUSA mantuvo la ortodoxia marxista durante los últimos años del siglo XX y rehusó acercarse a la socialdemocracia o liberalizar su programa, lo cual le mantuvo en una posición de escasa importancia en la política de Estados Unidos.
Tras la muerte de Gus Hall en el año 2000 le sucedió Sam Webb como máximo dirigente de los comunistas estadounidenses. Tras la XXX Convención Nacional del CPUSA, celebrada en junio de 2014, le sucedió en el cargo John Bachtell. Posteriormente se transformó el cargo en una Copresidencia, que asumieron Rosanna Cambron y Joe Sims.
Con la llegada de Donald Trump al poder el número de miembros, que en aquel momento contaba con unos 5.000 afiliados, aumentó debido al creciente interés por las ideas comunistas.
En 2019 consiguieron un representante en la ciudad de Ashland, en Wisconsin.

## Presidentes del CPUSA
| N.º | Presidente                 | Mandato               | Mandato               |
| N.º | Presidente                 | Inicio                | Fin                   |
| --- | -------------------------- | --------------------- | --------------------- |
|     | Gus Hall                   | 1959                  | 13 de octubre de 2000 |
|     | Sam Webb                   | 13 de octubre de 2000 | 14 de junio de 2014   |
|     | John Bachtell              | 14 de junio de 2014   | 2019                  |
|     | Rossana Cambron y Joe Sims | 2019                  | En el cargo           |

## Militantes famosos
- Richard Nathaniel Wright (1908-1960), escritor afroamericano.
- Angela Yvonne Davis (nacida en 1946), activista por los derechos de los afroamericanos y escritora. Militó también el Black Panther Party y en 1972 visitó la República Democrática Alemana, donde se reunió incluso con Erich Honecker.
- W. E. B. Du Bois (1868-1963), activista, escritor e historiador afroamericano.
- Manning Johnson (1908-1959)
- Kenneth Goff (1915-1972)
- Jim Jones (1931-1978)
- Gus Hall (1910-2000)
- John Reed (1887-1920)

## Elecciones presidenciales
| Año  | Fórmula                                     | Fórmula                                     | votos   | %    | Resultado | Nota                                  |
| Año  | Presidente                                  | Vicepresidente                              | votos   | %    | Resultado | Nota                                  |
| ---- | ------------------------------------------- | ------------------------------------------- | ------- | ---- | --------- | ------------------------------------- |
| 1920 |                                             |                                             |         |      |           | No participó                          |
| 1924 | William Z. Foster                           | Benjamin Gitlow                             | 38.669  | 0,13 | No electo | Partido Obrero De América             |
| 1928 | William Z. Foster                           | Benjamin Gitlow                             | 48.551  | 0,13 | No electo | Partido Obrero (Comunista) de América |
| 1932 | William Z. Foster                           | James W. Ford                               | 103.307 | 0,26 | No electo |                                       |
| 1936 | Earl Browder                                | James W. Ford                               | 79.315  | 0,17 | No electo |                                       |
| 1940 | Earl Browder                                | James W. Ford                               | 48.557  | 0,10 | No electo |                                       |
| 1944 |                                             |                                             |         |      |           | No participó                          |
| 1948 | Sin candidato (respaldó a Henry Wallace)    | Sin candidato (respaldó a Henry Wallace)    |         |      | No electo | No participó                          |
| 1952 | Sin candidato (respaldó a Vincent Hallinan) | Sin candidato (respaldó a Vincent Hallinan) |         |      | No electo | No participó                          |
| 1956 |                                             |                                             |         |      |           | No participó                          |
| 1960 |                                             |                                             |         |      |           | No participó                          |
| 1964 |                                             |                                             |         |      |           | No participó                          |
| 1968 | Charlene Mitchell                           | Michael Zagarell                            | 1.077   | 0,00 | No electo |                                       |
| 1972 | Gus Hall                                    | Jarvis Tyner                                | 25.597  | 0,03 | No electo |                                       |
| 1976 | Gus Hall                                    | Jarvis Tyner                                | 58.709  | 0,07 | No electo |                                       |
| 1980 | Gus Hall                                    | Angela Davis                                | 44.933  | 0,05 | No electo |                                       |
| 1984 | Gus Hall                                    | Angela Davis                                | 36.386  | 0,04 | No electo |                                       |
| 1988 | Sin candidato (respaldó a Michael Dukakis)  | Sin candidato (respaldó a Michael Dukakis)  |         |      | No electo | No participó                          |
| 1992 | Sin candidato (respaldó a Bill Clinton)     | Sin candidato (respaldó a Bill Clinton)     |         |      | Sí electo | No participó                          |
| 1996 | Sin candidato (respaldó a Bill Clinton)     | Sin candidato (respaldó a Bill Clinton)     |         |      | Sí electo | No participó                          |
| 2000 | Sin candidato (respaldó a Al Gore)          | Sin candidato (respaldó a Al Gore)          |         |      | No electo | No participó                          |
| 2004 | Sin candidato (respaldó a John Kerry)       | Sin candidato (respaldó a John Kerry)       |         |      | No electo | No participó                          |
| 2008 | Sin candidato (respaldó a Barack Obama)     | Sin candidato (respaldó a Barack Obama)     |         |      | Sí electo | No participó                          |
| 2012 | Sin candidato (respaldó a Barack Obama)     | Sin candidato (respaldó a Barack Obama)     |         |      | Sí electo | No participó                          |
| 2016 | Sin candidato (respaldó a Hillary Clinton)  | Sin candidato (respaldó a Hillary Clinton)  |         |      | No electo | No participó                          |
| 2020 | Sin candidato (respaldó a Joe Biden)        | Sin candidato (respaldó a Joe Biden)        |         |      | Sí electo | No participó                          |